# Legio IX Hispana

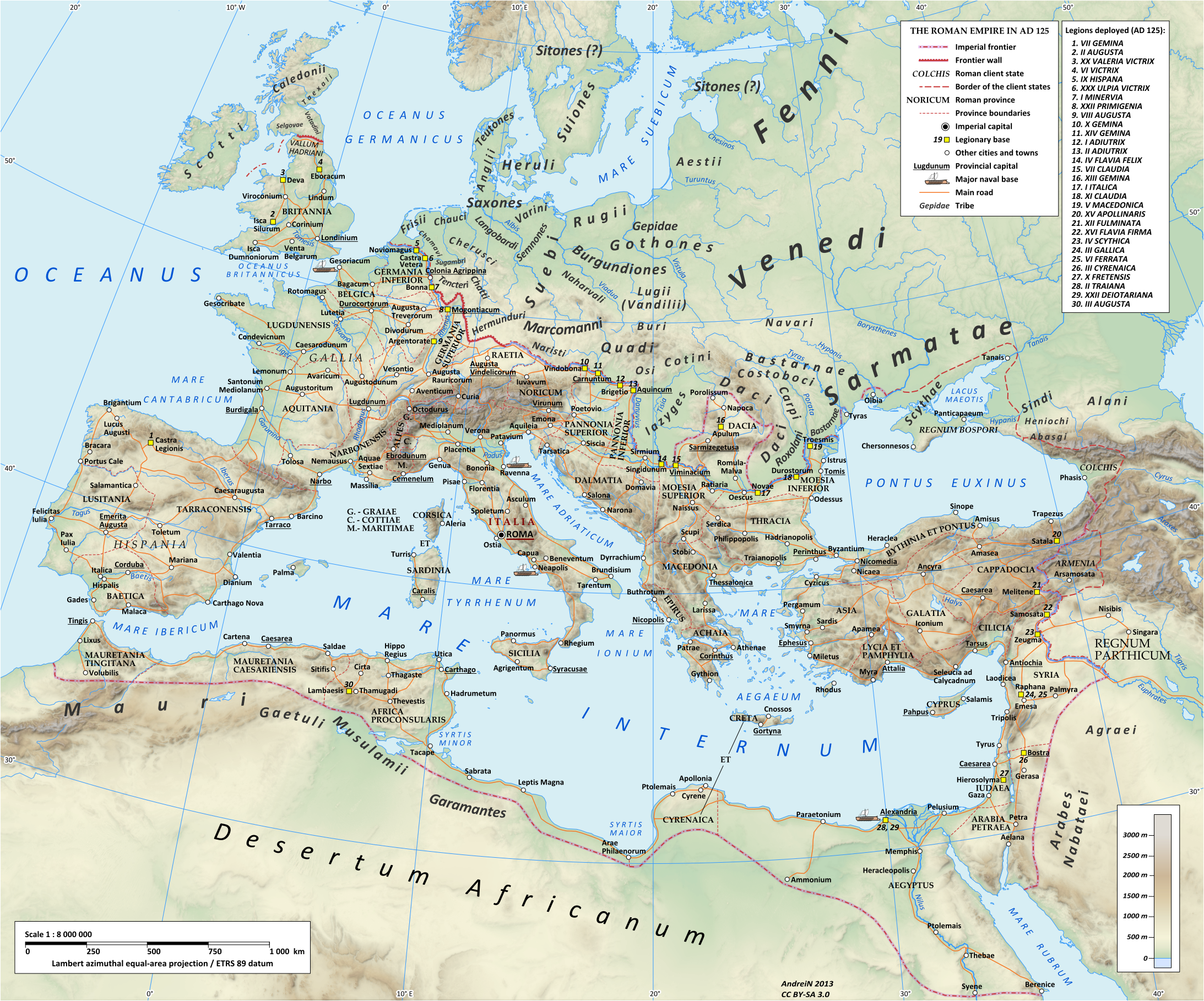
Mapa římské říše v roce 125 n. l. s IX. legií na Rýně u Nijmegenu (Noviomagus) v dnešním Nizozemsku

Legio IX Hispana (Legio nona Hispana) byla legie starověkého Říma založená Pompeiem v Hispánii v roce 65 př. n. l. společně s VI., VII. a VIII. legií.

## Historie
Společně s VI., VII. a VIII. legií patřila Hispana k nejstarším jednotkám římské armády. Gaius Julius Caesar legii poprvé velel v roce 65 př. n. l., a když v roce 58 př. n. l. napadl Galii, byla s ním právě IX. legie.

V roce 49 př. n. l. byla legie převelena do Hispánie, kde si získala přídomek Hispaniensis (hispánská).
Roku 48 př. n. l. bojovala v bitvě u Drače (Dyrrhachium) a v bitvě u Farsálu a v roce 46 př. n. l. se zúčastnila afrického tažení. Po svém konečném vítězství Caesar legii rozpustil a veteránům přidělil pozemky v oblasti Marche (Picenum).
Po Caesarově zavraždění povolal Octavius veterány IX. legie, aby bojovali proti vzpouře generála Sexta Pompeia, nejmladšího Pompeiova syna, na Sicílii. Po jeho porážce byli posláni do Makedonie. V roce 31 př. n. l. bojovala IX. legie s Octaviem proti Marku Antoniovi a zúčastnila se s ním bitvy u Actia. Když se pak Octavius Augustus stal jediným vládcem Říma, byla „Devátá“ poslána do Hispánie, kde se v rámci Kantábrijských válek zúčastnila v letech 25 př. n. l.–13 př. n. l. tažení proti Kantábrijcům. Zde si zřejmě díky svým bojovým výsledkům získala přídomek Hispana.
Poté byla legie zřejmě začleněna do římské armády na Rýně, která bojovala s germánskými kmeny. Po tragické bitvě v Teutoburském lese v roce 9 př. n. l., kdy se římská armáda stáhla z území na východ od Rýna, byla Devátá převelena do Pannonie.

### Britské tažení
V roce 43 se devátá zúčastnila britského tažení císaře Claudia, při němž římské legie dobyly jižní a střední Anglii. Pod velením generála Caesia Nasiky potlačila v letech 52–57 první vzpouru briganského krále Venutia. V roce 61 utrpěla pod velením Quinta Petillia Cerialia při pokusu o osvobození obklíčené předsunuté posádky v Camulodunu (dnešní Colchester) krutou porážku od vojska spojených britských kmenů vedeného icenskou královnou Boadiceou. V bitvě padlo téměř 80 % římských vojáků. Tuto událost zaznamenal ve svých Letopisech římský historik Tacitus.

Po tomto masakru musela být legie doplněna legionáři z Germánie.
Jedna z posledních zmínek o působení IX. legie v Británii pochází z roku 71, kdy vybudovala předsunutou pevnost Eboracum (dnešní York).

### Zmizení
Jedno z častých tvrzení praví, že stopy IX. legie mizí v Británii někdy kolem roku 117. Záznamy o některých důstojnících deváté, jejichž jména jsou známa, ale dosvědčují, že zřejmě byli v aktivní službě i po roce 117. Jedním z nich je například Lucius Aemilius Karus, který byl v letech 142–143 guvernérem v provincii Arabia. To ukazuje na možnost, že legie nebyla zničena, ale převelena do Judey, kde mohla být rozprášena během Bar Kochbova povstání anebo v neustálých bojích s Parthskou říší.
V dnešní době se řada badatelů přiklání k možnosti, že osud deváté byl spíše než při nějaké katastrofě v Británii zpečetěn po jejím strategickém převelení kdesi na východě. Nicméně přímé důkazy pro toto tvrzení chybějí. Poslední doložené působení IX. legie v Británii pochází z doby přestavby legionářské pevnosti Eboracum (York) na kamennou v letech 107–108. O její činnosti po tomto datu není nic známo. Existují však důkazy o její přítomnosti v táboře Ulpia Noviomagus Batavorum (dnešní Nijmegen) v Nizozemsku, odkud se stáhla X. legie. Vypadá to, že v nedaleké vesnici Ewijk tábořila nějaká dílčí jednotka. Není důvodu pochybovat o přesunu legie Hispana do oblasti dolního Rýna v první čtvrtině 2. století.
Snížení stavu římských jednotek v Británii mohlo způsobit vojenské problémy. Doklady o jejich vážných ztrátách v Británii podává římský historik Marcus Cornelius Fronto ve svých dopisech z 60. let 2. století, v nichž uklidňoval císaře Marka Aurelia připomínkou minulých tragédií: „Kolik jen vojáků bylo zabito Druidy a kolik Brity v době císařské vlády vašeho dědečka Hadriána.“. Detaily o počtech těchto ztrát zůstávají neznámé, avšak vzhledem k tomu, že císař Hadrián navštívil osobně v roce 122 Británii, „protože Britany nebylo možno udržet pod kontrolou“, je možné, že Hadriánův příjezd byl vyvolán nějakou vojenskou pohromou.
V polovině 2. století již IX. legie určitě neexistovala, o čemž svědčí řada vojenských seznamů pořízených v době vlády císaře Marka Aurelia v letech 161–180, v nichž není o deváté ani zmínka. Podle předního britského odborníka na římsko-britské vztahy profesora Shepparda Frerea „je třeba dalších důkazů, než bude možné říci více“.

## Legio IX Hispana v kultuře
- Německá folk-metalová skupina Suidakra vydala roku 2006 na svém albu Caledonia píseň s názvem The IXth Legion.
- Italsko-britsko-francouzský film Poslední legie (The Last Legion) z roku 2007[11], zfilmovaný podle stejnojmenného italského románu Valeria Massima Manfrediho z roku 2003, líčí devátou legii jako součást legendy o králi Artušovi.

- V srpnu 2010 vydal spisovatel Stephen Lorne Bennett román Last of the Ninth (Poslední z Deváté), v němž je IX. legie zničena v Kappadokii v roce 161 Parthy vedenými generálem Husravem.
- Britský film Centurion z roku 2010 sleduje osudy IX. legie z pohledu centuria Quinta Diase[12].
- Zmizením IX. legie se zabývá i americký film Orel Deváté legie z roku 2011[13], který byl inspirován stejnojmennou knihou britské spisovatelky Rosemary Sutcliff. Mladý římský centurion se v roce 140 vydává za Hadriánovu zeď, aby vyřešil záhadu zmizení legie a očistil jméno svého otce, který jí velel.
- Zmizením se zabývá i britský seriál Doctor Who a to v 10 sérii, 10 dílu jménem The Eaters of Light,